# Smrt je nejlepší lékař
Smrt je nejlepší lékař je povídka od českého spisovatele Jiřího Kulhánka. Jedna z naturalističtějších a brutálnějších Kulhánkových povídek. Typický kulhánkovský humor je v povídce sice zastoupen, ale vzhledem k silně horrorové povaze je přebit spíše mrazivými výjevy.

## Děj
Povídka je o tajné operaci pojmenované dosti nešťastně Mrtvá srna. Zločinci použijí pro získání bohatství potopení výletní lodě plné dětí. Doufají v podvodní víry, které loď vcucnou do podvodní jeskyně a zachránci tak loď nenajdou a budou ji považovat za záhadně zmizelou. Při vyzvedávání pokladu však jeden ze zločinců zradí svého kamaráda a pošle ho zpět do hlubin. A zdá se, že mrtvé děti také nechtějí zůstat v klidu, jak by se snad zdálo. Náš zločinec si pořídí za získané prostředky zámek a myslí si, že má nadosmrti vystaráno. To však ještě neví, že jej brzy čeká nemilá návštěva.

## Ukázka
Kapitán ještě zahlédl, jak se pod břichem vrtulníku rozzářil dlouhý, jedovatě oranžový plamen. Gejzír kulek nejprve smetl kormidelníka. Velký střep z roztříštěného okna mu seřízl tvář i s pravým uchem a dlouhá tlustá tříska vyštípnutá z kormidelního kola projela bulvou jeho úlekem vytřeštěného oka, takže celá hlava, kulkami odervaná od těla, vypadala jako nechutně přerostlá jednohubka. 